# Bradley Klahn
Bradley Klahn (n. Poway, California; 20 de agosto de 1990) es un tenista profesional estadounidense.

## Carrera
Comenzó a jugar tenis a los 11 años. Al crecer, sus compatriotas Pete Sampras, Andre Agassi y Andy Roddick eran sus ídolos. .Su superficie favorita es la pista dura y considera su servicio y el golpe de derecha como sus mejores golpes.
Su ranking individual más alto fue el No. 63 alcanzado el 17 de marzo de 2014, mientras que en dobles logró el puesto Nº 131 el 3 de marzo de 2014.
Ha cosechado hasta el momento 6 títulos en la categoría ATP Challenger Series. Cuatro de ellos fueron en la modalidad de individuales y los otros restantes en dobles.

### 2010 - 2012
En 2010, recibió una invitación para participar del US Open, perdiendo en su debut ante Sam Querrey por 3-6, 6-4, 5-7, 4-6.

En agosto de 2012 se clasificó a su segundo torneo de Grand Slam en el US Open, tras recibir una invitación para disputar la fase clasificatoria. En la primera ronda, sorprendió al ex-número 8 del mundo y semifinalista de Roland Garros 2010, Jurgen Melzer al derrotarlo por parciales de 4-6, 6-3, 7-5, 5-7 y 6-4. En la segunda ronda, quedó eliminado por el preclasificado 13, Richard Gasquet por 3-6, 3-6, 1-6.

### 2013
Terminó en el Top 100 por primera vez en su carrera después de registrar un récord de 40-17 en Challengers y ganar 2 títulos en 5 finales. También 11-2 en Futuros con 1 título. Ganó los títulos del Challenger de Aptos derrotando a Daniel Evans en la final) en agosto y el Challenger de Yeongwol, en Corea del Sur derrotando en la final al japonés Taro Daniel en noviembre. 
Llegó nuevamente a la segunda ronda en el US Open derrotando en primera ronda al francés Kenny de Schepper y perdiendo posteriormente ante el español Feliciano López.

### 2014
Comienza con éxitos el año al ganar el título del Challenger de Lahaina 2014 derrotando en la final al taiwanés Yang Tsung-hua en la final por 6-2, 6-3. Y en el mes de febrero, ganó el título del Challenger de Adelaida 2014 en individuales, derrotando en la final al japonés Tatsuma Ito por 6-3 y 7-69.

## Títulos Challenger; 9 (5 + 4)
| Leyenda               | Individuales | Dobles |
| --------------------- | ------------ | ------ |
| ATP Challenger Series | 5            | 4      |

### Individuales
| No. | Fecha      | Torneo                  | Superficie | Finalista       | Resultado        |
| --- | ---------- | ----------------------- | ---------- | --------------- | ---------------- |
| 1.  | 11.08.2013 | Challenger de Aptos     | Dura       | Daniel Evans    | 3-6, 7-6(5), 6-4 |
| 2.  | 10.11.2013 | Challenger de Yeongwol  | Dura       | Taro Daniel     | 7-65, 6-2        |
| 3.  | 26.01.2014 | Challenger de Lahaina   | Dura       | Yang Tsung-hua  | 6-2, 6-3         |
| 4.  | 09.02.2014 | Challenger de Adelaida  | Dura       | Tatsuma Itō     | 6-3, 7-69        |
| 5.  | 03.11.2014 | Challenger de Traralgon | Dura       | Jarmere Jenkins | 7-65, 6-1        |

### Dobles
| No. | Fecha      | Torneo                     | Superficie | Pareja         | Finalista                             | Resultado      |
| --- | ---------- | -------------------------- | ---------- | -------------- | ------------------------------------- | -------------- |
| 1.  | 21.07.2013 | Challenger de Binghamton   | Dura       | Michael Venus  | Adam Feeney John-Patrick Smith        | 6-3, 6-4       |
| 2.  | 16.11.2013 | Challenger de Yokohama (1) | Dura       | Michael Venus  | Sanchai Ratiwatana Sonchat Ratiwatana | 7-5, 6-1       |
| 3.  | 12.10.2014 | Challenger de Tiburón      | Dura       | Adil Shamasdin | Carsten Ball Matt Reid                | 7-5, 6-2       |
| 4.  | 15.11.2014 | Challenger de Yokohama (2) | Dura       | Matt Reid      | Marcus Daniell Artem Sitak            | 4-6, 6-4, 10-7 |